# Kategoria e Parë
Kategoria e Parë je druhá nejvyšší fotbalová ligová soutěž v ligovém systémů pořádaná na území Albánie. Liga byla založena v roce 1930 pod názvem Kategoria e Dytë (Druhá divize). Později přezdívána též jako Kategoria A2, až pro sezónu 2004/05 přejmenována na současný název Kategoria e Parë (První divize). V sezóně 2014/15 je soutěž rozdělena na dvě skupiny po deseti klubech (celkově 20). Vítězové jednotlivých skupin postupují do Kategoria Superiore. Kluby na posledním místě v jednotlivých skupinách sestupují přímo do Kategoria e Dytë, kluby na předposledním místě sehrají zápas o udržení.

## Složení ligy v ročníku 2014/15

### Skupina A
| Klub                   | Město       | Stadión                   | Kapacita |
| ---------------------- | ----------- | ------------------------- | -------- |
| KF Ada Velipojë        | Velipojë    | Fusha Sportive Adriatik   | 1 000    |
| KS Besa Kavajë         | Kavajë      | Stadiumi Besa             | 8 000    |
| KS Besëlidhja Lezhë    | Lezhë       | Stadiumi Brian Filipi     | 5 000    |
| KS Burreli             | Burrel      | Stadiumi Liri Ballabani   | 2 500    |
| KS Iliria              | Fushë-Krujë | Stadiumi Redi Maloku      | 3 000    |
| KS Kamza               | Kamëz       | Stadiumi Kamëz            | 5 500    |
| KS Kastrioti Krujë     | Krujë       | Stadiumi Kastrioti        | 10 000   |
| KF Adriatiku Mamurrasi | Mamurras    | Stadiumi Mamurras         | 1 000    |
| KF Tërbuni Pukë        | Pukë        | Stadiumi Ismail Xhemali   | 1 950    |
| KS Veleçiku Koplik     | Koplik      | Kompleksi Vellezërit Duli | 2 000    |

### Skupina B
| Klub                     | Město       | Stadión                          | Kapacita |
| ------------------------ | ----------- | -------------------------------- | -------- |
| KS Butrinti Sarandë      | Sarandë     | Stadiumi Butrinti                | 5 500    |
| KF Bylis Ballsh          | Ballsh      | Stadiumi Adush Muça              | 5 200    |
| KS Dinamo Tirana         | Tiranë      | Stadiumi Selman Stërmasi         | 12 500   |
| KS Luftëtari Gjirokastër | Gjirokastër | Stadiumi Gjirokastër             | 8 400    |
| KS Lushnja               | Lushnjë     | Stadiumi Abdurrahman Roza Haxhiu | 8 500    |
| KF Naftëtari Kuçovë      | Kuçovë      | Stadiumi Bashkim Sulejmani       | 5 000    |
| KS Pogradeci             | Pogradec    | Stadiumi Gjorgji Kyçyku          | 8 000    |
| KS Shkumbini             | Peqin       | Stadiumi Shkumbini               | 5 000    |
| KS Sopoti Librazhd       | Librazhd    | Stadiumi Sopoti                  | 3 000    |
| FK Tomori Berat          | Berat       | Stadiumi Tomori                  | 14 500   |

## Vítězové jednotlivých ročníků
| Kategoria e Parë (1930 – 2014) |                                 |                                 |
| Ročník                         | Vítěz                           | 2. místo                        |
| 1930                           | FK Tomori Berat                 | KS Besëlidhja Lezhë             |
| 1931                           | Nehráno                         | Nehráno                         |
| 1932                           | KS Besa Kavajë                  | KS Flamurtari Vlorë             |
| 1933                           | KS Elbasani                     | KS Flamurtari Vlorë             |
| 1934                           | KS Luftëtari Gjirokastër        | KF Himara                       |
| 1935                           | Nehráno                         | Nehráno                         |
| 1936                           | KS Besëlidhja Lezhë             | SK Përmeti                      |
| 1937 – 1948                    | Nehráno                         | Nehráno                         |
| 1948 – 1949                    | Ročník anulován                 | Ročník anulován                 |
| 1950                           | FK Tomori Berat                 | KF Erzeni                       |
| 1951                           | Dinamo Vlorë                    | KF Erzeni                       |
| 1952                           | Nehráno                         | Nehráno                         |
| 1953                           | KF Spartaku Tiranë              | KS Elbasani                     |
| 1954                           | Dinamo Shkodër                  | KS Luftëtari Gjirokastër        |
| 1955                           | Nehráno                         | Nehráno                         |
| 1956                           | KF Spartaku Tiranë              | KS Apolonia Fier                |
| 1957                           | KF Vllaznia                     | FK Tomori Berat                 |
| 1958                           | KS Elbasani                     | FK Tomori Berat                 |
| 1959                           | KS Teuta Durrës                 | KF Erzeni                       |
| 1960                           | KS Lushnja                      | KS Luftëtari Gjirokastër        |
| 1961                           | KS Teuta Durrës                 | KS Korabi Peshkopi              |
| 1962                           | KF Vllaznia                     | FK Tomori Berat                 |
| 1962 – 1963                    | KS Luftëtari Gjirokastër        | KF Erzeni                       |
| 1963 – 1964                    | KS Pogradeci                    | KF Naftëtari Kuçovë             |
| 1964 – 1965                    | KF Erzeni                       | KF Naftëtari Kuçovë             |
| 1965 – 1966                    | KS Luftëtari Gjirokastër        | KF Albpetrol                    |
| 1966 – 1967                    | KS Apolonia Fier                | KS Tekstilisti Stalin Yzberisht |
| 1968                           | KS Tekstilisti Stalin Yzberisht | KF Naftëtari Kuçovë             |
| 1969                           | Nehráno                         | Nehráno                         |
| 1969 – 1970                    | FK Tomori Berat                 | KS Besëlidhja Lezhë             |
| 1970 – 1971                    | FK Tomori Berat                 | Shkëndija Tiranë                |
| 1971 – 1972                    | Shkëndija Tiranë                | KS Studenti Tiranë              |
| 1972 – 1973                    | KS Kamza                        | KF Naftëtari Kuçovë             |
| 1973 – 1974                    | KF Albpetrol                    | KS Apolonia Fier                |
| 1974 – 1975                    | KS Luftëtari Gjirokastër        | KS Kamza                        |
| 1975 – 1976                    | KF Skënderbeu Korçë             | FK Tomori Berat                 |
| 1976 – 1977                    | FK Tomori Berat                 | KS Besëlidhja Lezhë             |
| 1977 – 1978                    | KS Besa Kavajë                  | KF Naftëtari Kuçovë             |
| 1978 – 1979                    | KS Apolonia Fier                | KF Skënderbeu Korçë             |
| 1979 – 1980                    | KS Besëlidhja Lezhë             | KS Lushnja                      |
| 1980 – 1981                    | KS Burreli                      | KF Përmeti                      |
| 1981 – 1982                    | KS Lushnja                      | KF Skënderbeu Korçë             |
| 1982 – 1983                    | KS Burreli                      | SK Tepelena                     |
| 1983 – 1984                    | KS Besëlidhja Lezhë             | KS Apolonia Fier                |
| 1984 – 1985                    | KS Apolonia Fier                | Shkëndija Tiranë                |
| 1985 – 1986                    | KS Besa Kavajë                  | KF Skënderbeu Korçë             |
| 1986 – 1987                    | KS Besëlidhja Lezhë             | KS Burreli                      |
| 1987 – 1988                    | KS Lushnja                      | KF Naftëtari Kuçovë             |
| 1988 – 1989                    | KS Luftëtari Gjirokastër        | FK Tomori Berat                 |
| 1989 – 1990                    | KS Lushnja                      | KS Kastrioti Krujë              |
| 1990 – 1991                    | KS Pogradeci                    | KS Selenicë                     |
| 1991 – 1992                    | KS Sopoti Librazhd              | KF Albpetrol                    |
| 1992 – 1993                    | KS Besëlidhja Lezhë             | KS Shkumbini                    |
| 1993 – 1994                    | KS Luftëtari Gjirokastër        | KS Iliria Fushë-Krujë           |
| 1994 – 1995                    | KS Kastrioti Krujë              | KF Skënderbeu Korçë             |
| 1995 – 1996                    | KS Lushnja                      | KF Bylis Ballsh                 |
| 1996 – 1997                    | Nedohráno                       | Nedohráno                       |
| 1997 – 1998                    | KS Burreli                      | KF Memaliaj                     |
| 1998 – 1999                    | KS Luftëtari Gjirokastër        | KF Albpetrol                    |
| 1999 – 2000                    | KS Besëlidhja Lezhë             | KS Besa Kavajë                  |
| 2000 – 2001                    | KF Partizani                    | KF Erzeni                       |
| 2001 – 2002                    | KS Elbasani                     | KS Besa Kavajë                  |
| 2002 – 2003                    | KS Egnatia                      | FK Tomori Berat                 |
| 2003 – 2004                    | KF Laçi                         | KS Egnatia                      |
| 2004 – 2005                    | KS Besa Kavajë                  | KF Skënderbeu Korçë             |
| 2005 – 2006                    | KS Flamurtari Vlorë             | KF Apolonia Fier                |
| 2006 – 2007                    | KF Skënderbeu Korçë             | KS Besëlidhja Lezhë             |
| 2007 – 2008                    | KF Bylis Ballsh                 | KF Apolonia Fier                |
| 2008 – 2009                    | KF Laçi                         | KF Skënderbeu Korçë             |
| 2009 – 2010                    | KF Bylis Ballsh                 | KS Elbasani                     |
| 2010 – 2011                    | KS Pogradeci                    | FK Tomori Berat                 |
| 2011 – 2012                    | KS Luftëtari Gjirokastër        | FK Kukësi                       |
| 2012 – 2013                    | KS Lushnja                      | KF Partizani                    |
| 2013 – 2014                    | KS Elbasani                     | KF Apolonia Fier                |